# Sanitätskorps (Deutsches Reich)

Preußischer Sanitäter 1914 vor dem Ausmarsch in den Ersten Weltkrieg

Das Sanitätskorps war ein Truppenteil im Norddeutschen Bund und im Deutschen Kaiserreich. Ab 1873 umfasste es alle Soldaten des Sanitätsdienstes.

## Entstehung
Der Krimkrieg führte allen Teilnahmestaaten die zentrale Bedeutung leistungsfähiger Sanitätsdienste vor Augen. Preußen baute den seinen nach den Erfahrungen in den deutschen Einigungskriegen systematisch auf.

### 1867–1869
Auf der Grundlage der Verfassung des Norddeutschen Bundes vom 24. Juni 1867 sollten die wichtigsten neuen preußischen Grundsatzdokumente für die Truppen aller Mitgliedsländer verbindlich sein. Diese Truppen waren nach der Armee-Einteilung vom 14. September 1867 in das Gardekorps, die Armee-Korps I bis XI und das XII. (I. Königlich Sächsische) Armee-Korps gegliedert. Am 20. Februar 1868 erging die Allerhöchste Kabinettsorder zur „Verordnung über die Organisation des Sanitätskorps“. Danach wurden alle im Offiziers- und Unteroffiziersrang stehenden Militärärzte des aktiven Dienstes und des Beurlaubtenstandes der Armee und der Flotte in einem Sanitätskorps vereinigt. Sie galten als Personen des Soldatenstandes. Alle Militärärzte wurden Vorgesetzte der ihnen unterstellten Lazarettgehilfen und militärischen Krankenwärter. Militärärzte in höheren Dienststellungen erhielten Disziplinarstrafgewalt. Als Kennzeichen trugen alle Militärärzte im Offiziersrang zwei goldene Litzen am Kragen des blauen Waffenrocks. Die Lazarettgehilfen wurden am 7. November 1867 zu Kombattanten erklärt. Nach fünfjähriger Tätigkeit durften sie ohne besondere Prüfung mit dem Befähigungszeugnis für Heildiener ausgestattet werden.
Am 29. April 1869 trat die Instruktion über das Sanitätswesen der Armee im Felde in Kraft. Sie bestätigte die Einführung der Divisionsärzte und unterstellte den Korpsärzten die Sanitätsdetachements und Feldlazarette. Für den Kriegsfall sah sie die Einrichtung von Etappenlazaretten, stehenden Kriegslazaretten und Reservelazaretten vor. Aus der Reihe der Folgedokumente sind hervorzuheben: die Allerhöchste Kabinetssorder vom 2. Juni 1869 zur Schaffung eines Zentralkomitees der deutschen Vereine zur Pflege verwundeter und erkrankter Krieger und die Ernennung eines Kgl. Kommissars und Militär-Inspekteurs der freiwilligen Krankenpflege, die Militär-Ersatzinstruktion für den Norddeutschen Bund vom 26. März 1868 und der Erlass vom 1. Juli 1868 über die Anstellung von Korpsstabsapothekern sowie die Übertragung des Revisionswesens über Arznei- und Verbandsmittel an die Korpsgeneralärzte. Im Falle der Mobilmachung sollten Militärapotheker des Beurlaubtenstandes als Stellvertretende Korpsapotheker bei den Stellvertretenden Generalkommandos die Aufgaben zur Ergänzung und Zuführung von Arznei- und Verbandsmitteln für das im Felde stehende Korps übernehmen.

### 1873
In § 1 der Verordnung vom 6. Februar 1873 legte das Preußische Kriegsministerium fest:

„Die Militärärzte des aktiven Dienstes und des Beurlaubtenstandes der Armee und der Flotte bilden mit den Lazarettgehilfen und militärischen Krankenwärtern das Sanitätskorps. Dasselbe besteht demnach aus
1. den im Offiziersrange stehenden Militärärzten – dem Sanitätsoffizierskorps
2. den im Unteroffiziersrange stehenden Militärärzten, den Lazarettgehilfen und militärischen Krankenwärtern.“

Seit Verkündung dieser Verordnung wurde das Sanitätskorps schrittweise in den Rang einer technischen Waffengattung erhoben. Es wurde Wirklichkeit, was Adolph Leopold Richter in den 1840er Jahren gefordert und was Gottfried Friedrich Franz Loeffler und Christian Wilhelm Ludwig Abel 1860 in der von ihnen gegründeten Preußischen Militärärztlichen Zeitung propagiert hatten. Nach dem Deutschen Krieg hatte man sich noch damit begnügen müssen, dass nur die Militärärzte in das preußische Sanitätskorps eingeordnet wurden. Sie waren zwar zu Personen des Soldatenstandes erklärt worden, hatten aber den Beamtenstatus behalten. 1868 wurden die Militärapotheker, die Lazarettgehilfen sowie die Militärkrankenwärter und -träger nicht in das Korps eingeordnet. Bis 1873 hatte das Korps nur standespolitische Bedeutung. Ihm fehlte eine einheitliche Dienstorganisation. 1868 war die Bildung der Medizinalabteilung im preußischen Kriegsministerium ein großer Fortschritt; aber die Mehrfachunterstellung von Sanitätskräften und -einrichtungen  mit allen negativen Auswirkungen blieb bestehen. Erst nach dem Deutsch-Französischen Krieg bestand beim Kaiser als oberstem Kriegsherrn und bei der Generalität kein Zweifel mehr, dass dem Sanitätskorps der Status zuzubilligen war, den es auf den Kriegsschauplätzen und in der Heimat bereits verwirklicht hatte.

### Führung
Seit 1873 galt der Generalstabsarzt der Armee als Chef des Sanitätskorps. Er war gleichzeitig Chef der Medizinalabteilung im preußischen Kriegsministerium. Er koordinierte alle Angelegenheiten des Militärsanitätswesens im Deutschen Kaiserreich. Er brachte auch die militärischen Bestimmungen in Vorschlag, die reichsweit geltende gesundheitsgesetzliche Regelungen in die Armee überführten. Gemäß der Instruktion über das Etappenwesen vom 20. Juli 1872 übernahm der preußische Generalstabsarzt im Kriegsfall auch die Funktion des Chefs des Feldsanitätswesens. Danach unterstanden ihm im Krieg in fachlicher Instanz alle im Felde stehenden Kräfte des Militärsanitätswesens deutscher Truppen.

### Gliederung
Im Frieden gliederte sich das Sanitätskorps in Militärmedizinalbehörden und in das Sanitätspersonal der Divisionen. Das Reich war 1891 in vier (1900 in fünf, 1914 in acht) Armee-Inspektionen eingeteilt. Ab 1906 verfügten sie über eine eigene Sanitätsbehörde (Sanitätsinspekteur/Obergeneralarzt und ein Stabsarzt).
Seit Helmuth Karl Bernhard von Moltke war die gesamte Organisation des Deutschen Heeres auf das Korps als taktischen Verband ausgerichtet. Das galt auch für das Sanitätswesen. Dem Sanitätsdienst eines Armee-Korps stand der Korpsarzt vor. Er leitete im Frieden auch das Sanitätsamt (die frühere Sanitätsdirektion) des Korps, die militärmedizinische Behörde im  Stationierungs- und Einzugsbereich des Korps. Sie war das Führungsorgan des Korpsarztes  für alle Fragen des Wehrersatzes und der materiellen Beschaffung.

### Verantwortlichkeiten
Von großer Bedeutung war die endgültige Festschreibung der alleinigen Verantwortlichkeit der Militärärzte für ihren fachlichen Dienstbereich.

„Der Generalarzt eines Armeekorps leitet den Verband, welchen die Militärärzte seines Korpsbereiches ohne Rücksicht auf ihre Verwendung bei den Truppen, in den Garnisonen oder bei militärischen Institutionen bilden.“

Noch deutlicher war die Leitungsbefugnis der Divisionsärzte ausgewiesen. Sie wurden zunächst nur als technische Referenten des Divisionskommandeurs bezeichnet. Die Dienststellung „Divisionsarzt“ wurde erst 1898 endgültig eingeführt. Die Geschlossenheit der Division hatte Vorrang vor Dislozierungskompetenzen.

### Disziplinargewalt
Die Disziplinargewalt der Chefärzte der Lazarette und der Stabsärzte der Sanitäts-Detachements war in § 17 der Verordnung festgeschrieben. Ihr unterstanden die Militärärzte im Offiziersrang, die Unterärzte, die einjährig-freiwilligen Ärzte, die Eleven der militärärztlichen Bildungsanstalten, die Lazarettgehilfen, die militärischen Krankenwärter sowie das pharmazeutische und das Beamtenpersonal der Lazarette. Den Chefärzten von Feldlazaretten war auch die Disziplinargewalt über die dort Dienst tuenden und als Patienten befindlichen Unteroffiziere und Mannschaften übertragen. Sämtliche Militärärzte blieben grundsätzlich der Disziplinargewalt ihres unmittelbaren militärischen Vorgesetzten unterstellt.

## Sanitätsoffizierskorps

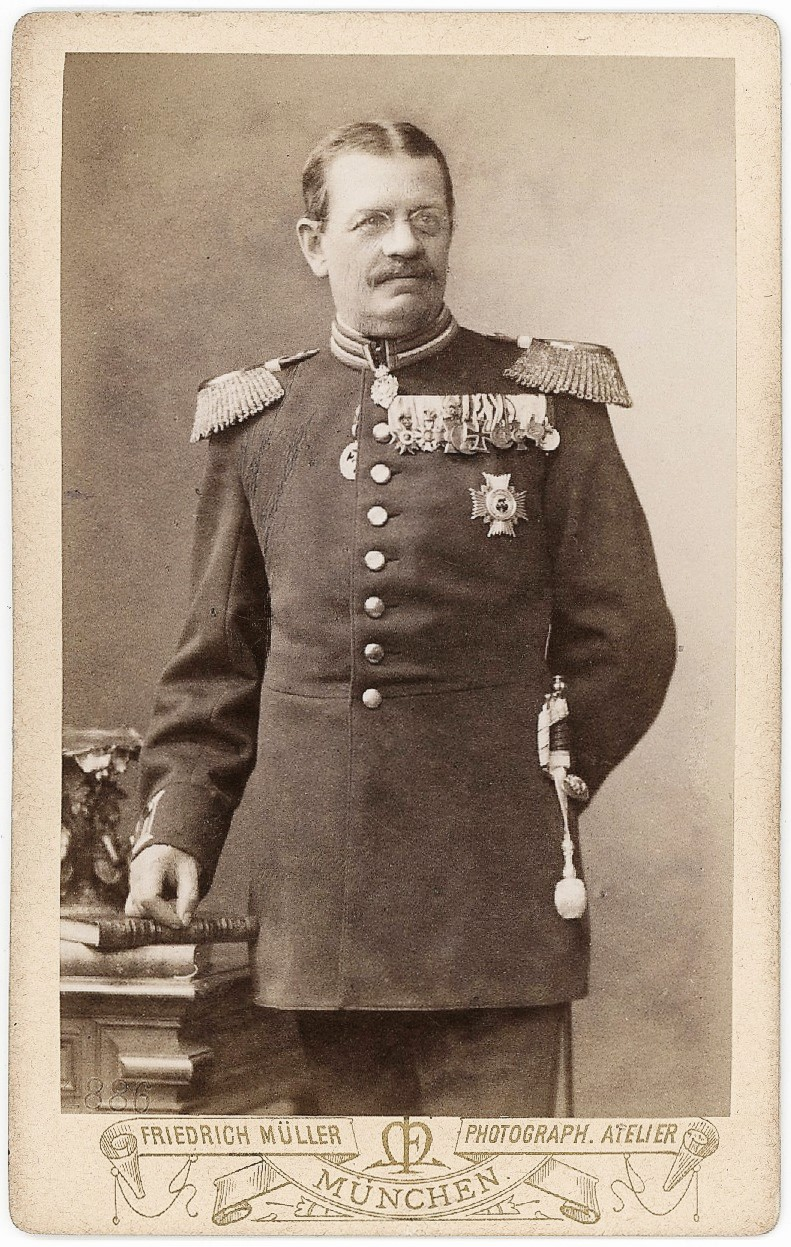
Generalstabsarzt des bayerischen Sanitätskorps

Die im Offiziersrang stehenden Militärärzte bildeten im Sanitätskorps das Sanitätsoffizierskorps. Es stand „in Betracht seiner Rechte und Pflichten neben dem Offizierkorps der Armee“. Die für die Rang- und Dienstverhältnisse der Offiziere gültigen Vorschriften fanden im Sanitätsoffizierskorps entsprechende Anwendung. Das betraf die Offizierswahl und -beförderung, die Pensionsansprüche, das komplizierte Berechnungs- und Abrechnungssystem für Gehalt, Wohnungsgeld, Reisekosten etc. Wie die Offiziere hatten die Sanitätsoffiziere auf dem Dienstwege beim König und Kaiser die Zustimmung zur Heirat einzuholen. Das Sanitätsoffizierskorps hatte eigene Dienstgradbezeichnungen (Chargen), denen ein Offiziersvergleichsrang zugeordnet war; die Disziplinarbefugnisse waren aber nicht automatisch gleich und das Gehalt war tiefer (nicht wie heute höher) eingestuft.

### Truppensanitätsdienst
1874 hatte das Kaiserreich 14 preußische, 2 bayerische, 1 sächsisches und 1 württembergisches Armeekorps. Im Truppensanitätsdienst dienten 281 Regimentsärzte, 300 Bataillonsärzte und 666 Assistenzärzte. 1893 wurde die Dienstzeit der Wehrpflichtigen auf 2 Jahre herabgesetzt. Die Friedensstärke des Heeres belief sich auf über 500.000 Mann.

### Nachwuchs
Für das Heer wie für die Kaiserliche Marine ergänzte sich das Sanitätsoffizierskorps aus den Absolventen der Kaiser-Wilhelms-Akademie für das militärärztliche Bildungswesen. In Ausnahmefällen konnten approbierte einjährig-freiwillige Ärzte und Unterärzte des Beurlaubtenstandes in den aktiven Dienst übernommen werden. Die angehenden Ärzte der Bayerischen Armee studierten grundsätzlich an bayerischen Universitäten und waren einem eigenen Heranbildungsmodus unterworfen.

## Erinnerung

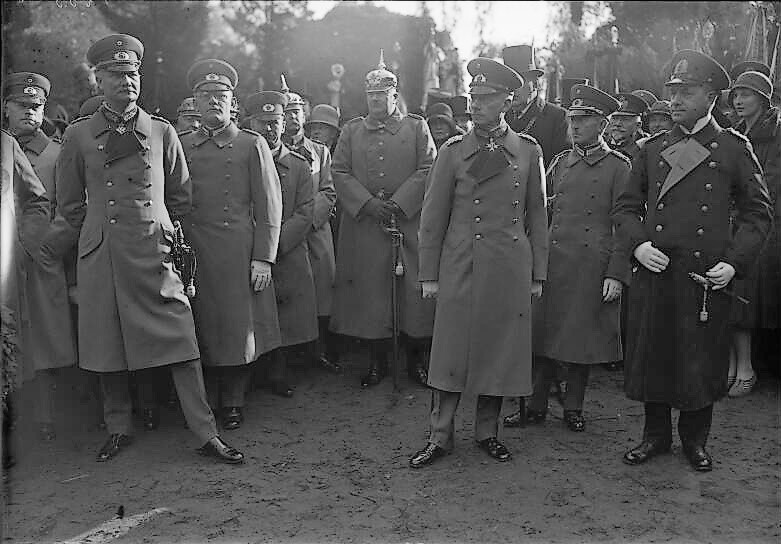
Enthüllung des Sanitätskorps-Denkmals (1929)

Vor dem Haupteingang zum Neuen Friedhof Potsdam wurde ein Denkmal für die im Ersten Weltkrieg gefallenen Sanitäter errichtet. Es wurde im Oktober 1929 eingeweiht. Der Bildhauer war Hans Hubert Dietzsch.